# Software livre na indústria
'
O Software livre se tornou um fenômeno comercial a partir do final dos anos 90 e desde então sua participação na Indústria tem crescido em ritmo constante. Existem várias abordagens para a exploração comercial de software livre. Algumas tem se mostrado mais viáveis, algumas são mais adequadas para empresas de grande porte, enquanto outras se mostram mais adequadas para empresas de pequeno porte. Por se tratar de um fenômeno relativamente novo, há ainda espaço para experimentar criativamente outros modelos de negócio.

## O Modelo de Desenvolvimento de Software Livre e as Comunidades
O advento do Software Livre introduziu novos modelos de desenvolvimento de software, nos quais existe colaboração intensiva entre os desenvolvedores. Estes modelos são substancialmente diferentes das práticas estabelecidas pelo modelo de desenvolvimento tradicional.
No modelo tradicional, grupos ou empresas são contratados para desenvolver software. Os contratos utilizados impedem a divulgação e o uso de informações relacionadas ao produto em desenvolvimento. Tudo está envolvido em questões de sigilo industrial e de propriedade intelectual (direito de autor) e o conhecimento relacionado à produção do software é considerado um ativo muito importante da organização proprietária.
No modelo de desenvolvimento adotado pelo Software Livre, a Internet representa um ponto-chave desta mudança, pois permite a criação de redes com participantes de todas as partes do mundo, distribuindo conhecimento, melhores práticas e responsabilidades para todos os seus participantes, sejam eles desenvolvedores, tradutores ou mesmo meros usuários. A colaboração, nessas redes, ocorre por meio de um processo coletivo que permite diversos formatos (programação, indicação de falhas, sugestão de melhorias, tradução, documentação, divulgação ou mesmo apoio financeiro). A esse agrupamento de pessoas ou entidades motivados para o desenvolvimento de um software específico dá-se o nome de comunidade de desenvolvimento de software.
A adoção de comunidades permite que muitos indivíduos e empresas possam colaborar para a criação de sistemas que nenhum deles seria capaz de desenvolver individualmente, seja pela complexidade ou pelo custo. Portanto, trata-se de uma forma de organização que aproveita economias de escala e de escopo. Esse modelo também permite uma correção rápida de falhas, uma vez que o código-fonte pode ser inspecionado publicamente, o que faz com que ele seja exposto a severas avaliações; e porque existe a disponibilidade de uma grande quantidade de pessoas capazes de colaborar com a correção das falhas detectadas. Outra característica interessante é a possibilidade de se realizar alterações específicas, de acordo com as necessidades individuais de cada usuário, gerando diversas versões personalizadas e que atendem perfeitamente cada característica demandada.

### Comunidades Brasileiras
No Brasil, existem comunidades dedicadas ao desenvolvimento e aperfeiçoamento de diversos sistemas. Entre elas, podemos citar:
- Ubuntu-BR - Comunidade do Sistema Operacional Ubuntu
- Postgres-BR - Comunidade do SGBD Postgres
- BrOffice - Comunidade do BrOffice
- Python-BR - Comunidade da Linguagem de Programação Python
- Mozilla-BR - Comunidade do Mozilla

- Pentaho-BR - Comunidade da solução para Business Intelligence Pentaho

## Modelos de Negócio com Software Livre
Existem vários modelos de negócios, que na verdade são estratégias para obter lucro com Software Livre  :
- Serviço integral: negócio baseado na venda do pacote físico (CD, booklets) e na venda de todo tipo de suporte ao software (treinamento, consultoria, pré-venda, desenvolvimento customizado, pós-venda, etc).
- Criação de clientela (Loss leader): o negócio não está baseado especificamente em Software Livre, mas serve para criar hábitos e preferências que depois serão úteis para a introdução de software comercial proprietário baseado em Software Livre.
- Habilitando hardware (widget frosting): uso do software livre para drivers, interfaces ou mesmo sistema operacional visando reduzir custos e preços do equipamento a ser comercializado.
- Acessórios: venda de itens físicos relacionados ao Software (hardware compatível, livros, canecas, imagens, etc).
- Oferta on-line: desenvolvimento e oferta em sistemas on line cujo acesso é autorizado mediante pagamento de uma taxa de associação. Além disso, este modelo também apresenta ganhos com propaganda.
- Licenciamento de marcas: criam-se e licenciam-se marcas associadas ao Software.
- Primeiro vender, depois liberar: abertura do código após amortização dos investimentos, criando clientela para novos desenvolvimentos associados ao programa aberto.

Nestas categorias é possível perceber duas coisas importantes: o foco em serviços e em programas embarcados.

## Motivação para o Uso/Desenvolvimento de Software Livre
Em pesquisa realizada em 2005 entre usuários, desenvolvedores e empresas, figuravam entre os fatores que motivam usuários e desenvolvedores a adotar o Software Livre:
- redução de custos
- maior flexibilidade para adaptação
- maior qualidade (estabilidade, confiabilidade, disponibilidade)
- maior autonomia do fornecedor
- maior segurança

Além disso, entre os desenvolvedores, destacou fatores relacionados à capacitação (desenvolvimento de novas habilidades e compartilhamento de conhecimento), fatores de ordem técnica (resolver problema sem solução com o software proprietário) e um fator de natureza ideológica ("software não deve ser proprietário").

## Áreas de Mercado em que Software Livre tem Participação
A entrada do Software Livre no mercado ocorre naqueles nichos onde a garantia de apropriabilidade (do código) é mais importante para o sucesso do negócio. Complementarmente, o impacto dessa entrada é inversamente proporcional à especificidade do produto/serviço. 
Em outras palavras, os produtos de amplo mercado, como sistemas operacionais, bancos de dados e componentes genéricos são justamente aqueles mais afetados pelo aumento na utilização de Software Livre. Por outro lado, os produtos para os quais a apropriabilidade não é tão importante encontram no Software Livre boas oportunidades de negócio.
No que diz respeito a sistemas operacionais a trajetória do software livre é razoavelmente clara, com o avanço evidente do Linux, entretanto, programas de middleware e aplicativos em geral não apresentam o mesmo comportamento. Aparentemente, a tendência mais visível para o Software Livre é a substituição de programas proprietários de uso genérico (Office, servidor web, banco de dados). Neste sentido, o servidor Web Apache, tem apresentado expressiva participação, ocupando hoje mais de 70% dos servidores, superando em muito os 20% da Microsoft. 

## O mercado de TI no Brasil
É muito difícil encontrar dados confiáveis, gerados a partir de metodologias devidamente explicadas, a respeito do mercado de TI no Brasil. Pode-se, na melhor das hipóteses, derivar estimativas a respeito do uso de Software Livre a partir de diversas fontes existentes acerca do uso internacional.
Os modelos de negócios relacionados ao Software Livre no Brasil estão muito mais baseados em serviços que em produtos. Aparentemente, a fonte principal de renda das empresas não é a venda de pacotes de software, muito embora o produto (por exemplo, sistema operacional) seja o elemento a partir do qual faturamento com serviços será derivado.
Segundo a pesquisa I-Digital: Perfil da empresa digital 2003/2004  cerca de 34% das empresas (amostra de 1.334 empresas) já adotam Linux em seus servidores.
No caso dos servidores web, o Brasil segue o padrão internacional, em que o uso de servidores baseados em Software Livre (Apache) representa cerca de 54% do mercado.